# Треплін
Треплін (нім. Treplin) — громада в Німеччині, розташована в землі Бранденбург. Входить до складу району Меркіш-Одерланд. Складова частина об'єднання громад Лебус.
Площа — 11,24 км2. Населення становить 377 ос. (станом на 31 грудня 2020).